# 요네사토촌 (돗토리현)
요네사토촌(米里村)은 돗토리현 이와미군에 있던 촌이다. 현재의 돗토리시에 해당한다.

## 역사
- 1918년 4월 1일 - 오로촌, 미토쿠촌이 합병해 요네사토촌이 성립하였다.
- 1943년 9월 10일 - 돗토리에서 지진이 발생해. 마을내에서도 초등학교나 주택등이 붕괴되어 많은 피해를 입었다.
- 1953년 7월 20일 - 돗토리시에 편입해, 동일 요네사토촌은 폐지되었다.